# 1977 na política

## Eventos
- 20 de janeiro - Jimmy Carter toma posse como o 39º Presidente dos Estados Unidos.
- 11 de fevereiro - Mengistu Haile Mariam assume o poder na Etiópia, apoiado pela URSS, após o derrube do imperador Haile Selassie.
- 30 de abril - As forças políticas nacionalistas bascas encontram-se na cimeira de Chiberta.
- 8 a 16 de maio - "Semana pró-amnistia" dos presos políticos bascos e navarros (Espanha), que resultou em diversos confrontos com a polícia, em 7 mortos e vários feridos.
- 15 de junho - Primeiras eleições democráticas em Espanha após o franquismo.
- 27 de junho - o Djibuti alcança a independência.
- 12 de outubro - O ministro do Exército Sílvio Frota foi exonerado pelo presidente Ernesto Geisel.

### Datas desconhecidas
- Bülent Ecevit substitui Süleyman Demirel como primeiro-ministro da Turquia.
- Süleyman Demirel substitui Bülent Ecevit como primeiro-ministro da Turquia.

## Nascimentos
| Data        | Nome                       | Profissão                              | Nacionalidade | Observações | Ref |
| ----------- | -------------------------- | -------------------------------------- | ------------- | ----------- | --- |
| 19 de junho | Davi Alcolumbre            | Presidente do Senado Federal do Brasil | Brasil        |             |     |
| 14 de julho | Princesa Vitória da Suécia | herdeira do trono sueco                | Suécia        |             |     |

## Mortes
| Data           | Nome                         | Profissão                                                        | Nacionalidade        | Observações | Ref |
| -------------- | ---------------------------- | ---------------------------------------------------------------- | -------------------- | ----------- | --- |
| 14 de janeiro  | Anthony Eden                 | primeiro-ministro do Reino Unido de 1955 a 1957                  | Reino Unido          | n. 1897     |     |
| 16 de abril    | Francisco Matarazzo Sobrinho | industrial, político e mecenas                                   | Brasil               | n. 1898     |     |
| 21 de maio     | Carlos Lacerda               | jornalista e político                                            | Brasil               | n. 1914     |     |
| 25 de julho    | David Toro Ruilova           | presidente da Bolívia de 1936 a 1937                             | Bolívia              | n. 1898     |     |
| 3 de agosto    | Makarios III                 | arcebispo e presidente de Chipre de 1960 a 1974 e de 1974 a 1977 | Reino Unido (Chipre) | n. 1913     |     |
| 12 de setembro | Steve Biko                   | activista antiapartheid                                          | África do Sul        | n. 1946     |     |